# چاک راگان
چاک راگان (انگلیسی: Chuck Ragan؛ زادهٔ ۳۰ اکتبر ۱۹۷۴) یک موسیقی‌دان،خواننده و گیتاریست اهل ایالات متحده آمریکا است.